# 7119 Hiera
7119 Hiera è un asteroide troiano di Giove del campo greco del diametro medio di circa 76,4 km. Scoperto nel 1989, presenta un'orbita caratterizzata da un semiasse maggiore pari a 5,1533651 UA e da un'eccentricità di 0,1018117, inclinata di 19,31365° rispetto all'eclittica.
L'asteroide è dedicato a Iera, donna guerriera.